# Menorah

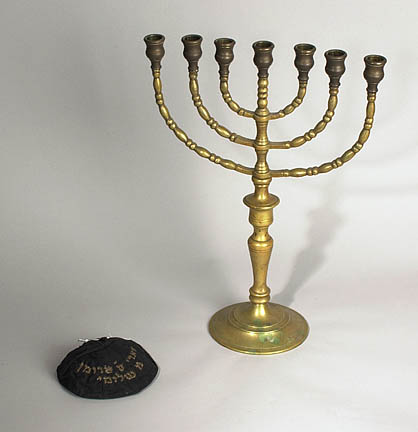
Menoră

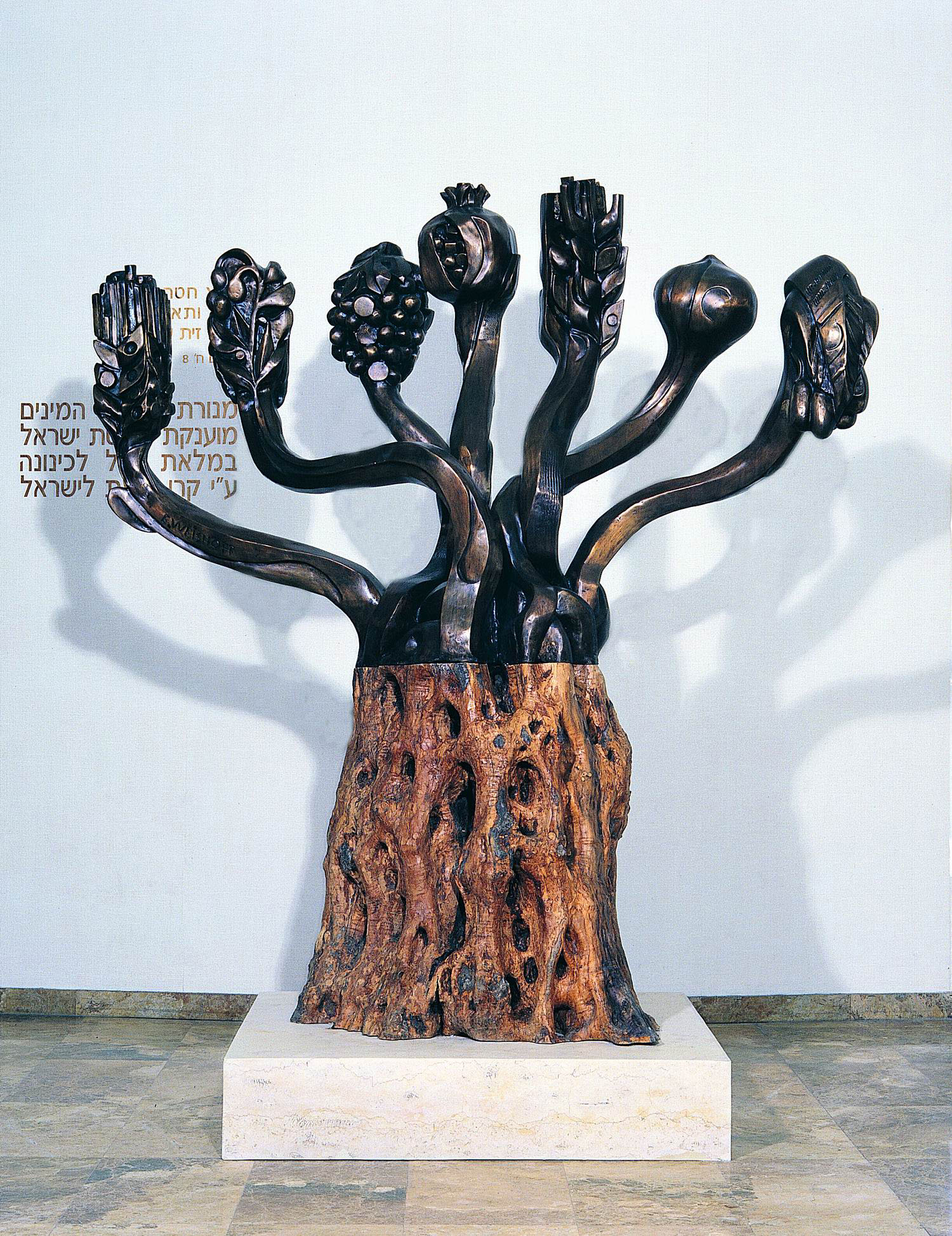
Menoră cu Cele șapte specii

Menora (ebraică: מנורה) este un sfeșnic cu șapte brațe. Este unul dintre cele mai vechi simboluri ale poporului evreu. Menora este un simbol consacrat al statului Israel.
Despre acest obiect de cult religios mozaic se scrie următoarele în Vechiul Testament (Zaharia 4,2): “și mi-a zis: "Ce vezi?" și am zis: "Iată văd un candelabru cu totul de aur, cu șapte candele, iar deasupra candelabrului este un vas cu untdelemn din care pornesc șapte țevi către cele șapte candele” Cf:Exodul 25:31-40.

Stema Israelului cu Menora

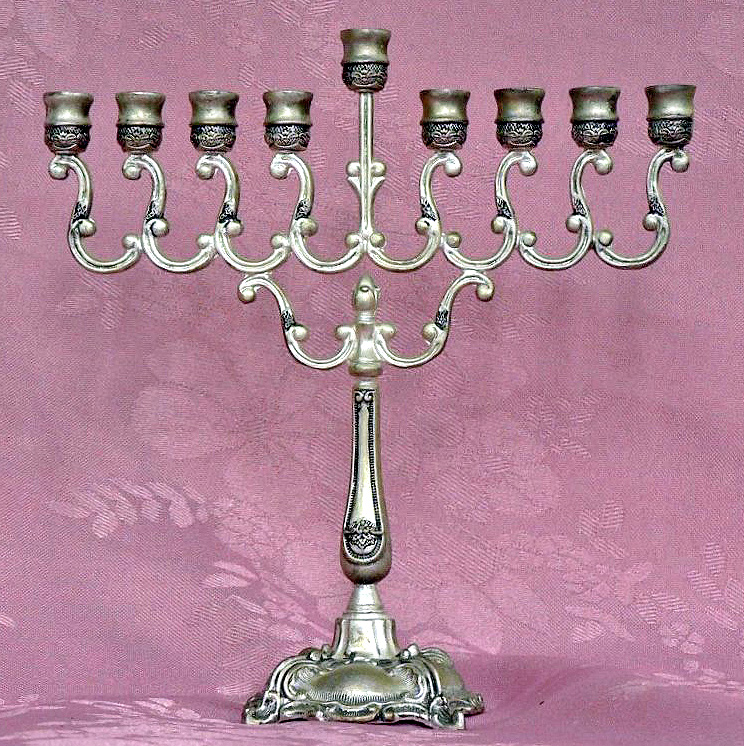
Menoră cu 9 brațe, utilizată numai la sărbătoarea Hanuka

Menora conform Dictionarului enciclopedic de iudaism
- Candelabru, cel mai adesea cu șapte brațe, ca acela din Sanctuar sau din Templu, devenit principalul simbol evreiesc. Este descris prima oară în Exod (2531-38), unde Dumnezeu îi dă lui Moise instrucțiuni detaliate pentru confecționarea sa: “Să faci un sfeșnic de aur curat: sfeșnicul acesta să fie din aur bătut. Piciorul, brațele, cupele, nodurile și florile lui să fie dintr-o bucată. Șase brațe să se desfacă din laturile lui: trei brațe ale sfeșnicului dintr-o parte și trei brațe ale sfeșnicului din cealaltă parte...” O descriere similară apare în Exod 37, 17-24. Menora trebuia așezată în Sanctuar și se poate presupune că în Templu era un candelabru asemănător. Se știe că existau în templul lui Solomon zece candelabre de aur. Potrivit unei legende, unul dintre acestea a fost dus în Babilon cu exilații în sec. al VI-lea î.e.n., apoi readus la Ierusalim de evreii întorși din exil și așezat în cel de-al Doilea Templu. Acesta adăpostea cu siguranță o menora de aur care a fost luată ca pradă de război de regele sirian Antioh Epifanes în sec. al II-lea î.e.n. După victoria Hașmoneilor asupra sirienilor, Iuda Macabeul a construit o nouă menora cu șapte brațe. Textele talmudice spun că noul sfeșnic a fost făurit în trei etape: mai întâi din materiale simple și ieftine, apoi din argint și, în sfârșit, din aur.
- După cucerirea romană și distrugerea Ierusalimului în anul 70 e.n., toate urmele menorei au dispărut. Romanii au etalat-o la Roma în parada lor triumfală, după cum se poate vedea și astăzi pe basoreliefurile Arcului lui Titus care redau această scenă. Partea superioară a candelabrului reprezentat aici corespunde punct cu punct descrierii menorei din Sanctuar și Templu. Piciorul însă nu corespunde tradiției evreiești nici ca desen nici ca structură. Reprezentările de menore găsite în cursul săpăturilor arheologice arată că sfeșnicul tradițional avea piciorul altfel decât cel zugrăvit pe Arcul lui Titus. Soarta menorei luată de romani a inspirat numeroase legende.
- Menora a devenit un motiv central în conștiința poporului evreu. Deja în antichitate ea figura în mod curent ca emblemă. Săpăturile arheologice au dovedit că ea servea ca motiv decorativ pe pavimente de mozaic, pe pereți, pe lintouri de porți și în ornamentația sinagogilor. Erau gravate și pictate menore pe monumente funerare și pe diverse obiecte de sticlă, ceramică sau metal. Desene schematice de menore au fost descoperite în grotele unde se ascundeau evreii răsculați și zeloții.
- De-a lungul generațiilor, menora cu șapte brațe a primit o mare varietate de interpretări. Poporul evreu a adoptat-o ca pe un simbol central și durabil al marelui mit al exilului și al speranței de izbăvire. Menora a fost reprezentată în sinagogi în diferite epoci, pe obiecte de cult, pe manuscrise miniate și pe amulete. A fost confecționată în diferite tehnici: broderie, feronerie, gravură, hârtie decupată, sticlă.
- În materie de artă, candelabrul este adesea conform descrierii din Biblie, accentul fiind pus pe unul sau altul din elemente. Alteori, forma este diferită, simbolică și metaforică: menora apare împletită cu ramurile unui pom, flancată de păsări, cu un suport lat etc. Diversele curente mistice care s-au dezvoltat printre evrei au influențat forma și stilul menorei iar Cabala, cu simbolurile ei, a extins semnificația alegorică a obiectului.
- În pofida folosinței ei răspândite, menora a fost arareori prezentată tridimensional, deoarece înțelepții Talmudului au interzis să se confecționeze o menora la fel cu cea din Templu. Confecționarea unei menore din aur era de asemeni interzisă.
- În ultimele secole, popularitatea simbolului a cunoscut o serie de fluctuații. Comunitățile evreiești din apusul și centrul Europei, care s-au emancipat treptat și care căutau o expresie adecvată noului lor statut, au limitat folosirea simbolică a menorei din cauza asocierii ei cu ritualul Templului și cu imaginile mistice și alegorice ale Evului Mediu, pe care le resimțeau ca opuse propriilor lor tendințe universaliste. În secolul al XIX-lea, evreii preferau să utilizeze scutul (sau steaua) lui David (maghen David), care devine semnul lor distinctiv, sau tablele Legii, care se potriveau mai bine cu dorința lor de a prezenta iudaismul ca un mesaj universal.
- La începutul sec. al XX-lea, o dată cu progresul sionismului și cu descoperirile arheologice din Ereț Israel, a avut loc o renaștere a interesului pentru menora, tot mai des utilizată ca un simbol evreiesc esențial. Ea a fost aleasă pentru a reprezenta diferite organizații evreiești iar artiștii sioniști au inclus diverse forme ale candelabrului în operele lor. Academia de arte frumoase Bețalel, întemeiată în 1906 la Ierusalim și cunoscută pentru orientarea ei culturală sionistă, a încurajat utilizarea simbolurilor evreiești tradiționale, inclusiv a menorei, pe care profesorii și studenții școlii au introdus-o în compoziții decorative, tapiserii, obiecte de cult, bijuterii etc.
- După crearea Statului Israel s-a ales ca stemă națională o menora cu șapte brațe, corespunzând ca reprezentare cu cea gravată pe Arcul lui Titus de la Roma. Această alegere, în pofida marelui număr de alte forme dezvăluite de descoperirile arheologice, exprimă dorința de a prezenta renașterea națională ca o antiteză a trecutului, a distrugerii și a exilului.